# Чемпионат Гренландии по футболу
Coca-Cola GM — чемпионат Гренландии по футболу среди мужчин, разыгрывается с 1954 года. С 1971 года турнир организовывается Футбольной ассоциацией Гренландии.

## Схема розыгрыша
Большинство турниров игрались в один календарный год. Чемпионат состоит из 2 этапов:
- Первый этап — квалификационные матчи между командами, которые территориально близко расположены друг к другу (всего существует 5 отборочных зон)
- Второй (финальный) этап — в него попадают 7 команд, прошедших квалификацию, а также одна команда, являющаяся хозяйкой финального турнира

## Финальный этап — 2008

### Группа 1
- Сисимиут Амердлок Кунук (Сисимиут)
- Нагдлунгуак-48 (Илулиссат)
- Кугзак-45 (Касигианнгуит)
- ФК Маламук (Уумманнак)

### Группа 2
- Киссавиарзук-33 (Какорток)
- B-67 (Нуук)
- Екалук-54 (Тиссиусак)
- Екалук-56 (Икерасак)

## Чемпионы
- 1954/55: Нуук Идраетслаг
- 1955-56: не разыгрывался
- 1958: Грёнландс Семинариус Спортклуб[1]
- 1959/60: неизвестен
- 1960: Нанук
- 1961-63: неизвестны
- 1964: Киссавиарсук-33[2]
- 1965: не разыгрывался
- 1966: Киссавиарсук-33
- 1967: Киссавиарсук-33
- 1968: Тупилаккен-41
- 1969: Киссавиарсук-33
- 1970: Тупилаккен-41
- 1971: Тупилаккен-41
- 1972: Грёнландс Семинариус Спортклуб
- 1973: Грёнландс Семинариус Спортклуб
- 1974: Сисимиут Амердлок Кунук
- 1975: Грёнландс Семинариус Спортклуб
- 1976: Грёнландс Семинариус Спортклуб
- 1977: Нагдлунгуак-48
- 1978: Нагдлунгуак-48
- 1979: Кристансхаб Идраетсфоренинг-70
- 1980: Нагдлунгуак-48
- 1981: Нуук Идраетслаг
- 1982: Нагдлунгуак-48
- 1983: Нагдлунгуак-48
- 1984: Нагдлунгуак-48
- 1985: Нуук Идраетслаг
- 1986: Нуук Идраетслаг
- 1987: Киссавиарсук-33
- 1988: Нуук Идраетслаг
- 1989: Кагссакссук
- 1990: Нуук Идраетслаг
- 1991: Киссавиарсук-33
- 1992: Акигсиак (Маниитсок)
- 1993: Б-67
- 1994: Б-67
- 1995: Кугсак-45
- 1996: Б-67
- 1997: Нуук Идраетслаг
- 1998: Киссавиарсук-33
- 1999: Б-67
- 2000: Нагдлунгуак-48
- 2001: Нагдлунгуак-48
- 2002: Кугсак-45
- 2003: Киссавиарсук-33
- 2004: Маламук
- 2005: Б-67
- 2006: Нагдлунгуак-48
- 2007: Нагдлунгуак-48
- 2008: Б-67
- 2009: Г-44
- 2010: Б-67
- 2011: Г-44
- 2012: Б-67
- 2013: Б-67
- 2014: Б-67
- 2015: Б-67
- 2016: Б-67
- 2017: ИТ-79
- 2018: Б-67
- 2019: Нагдлунгуак-48
- 2020 и 2021: не проводился
- 2022: Нагдлунгуак-48
- 2023: Б-67
- 2024: Б-67

### Известные титулы

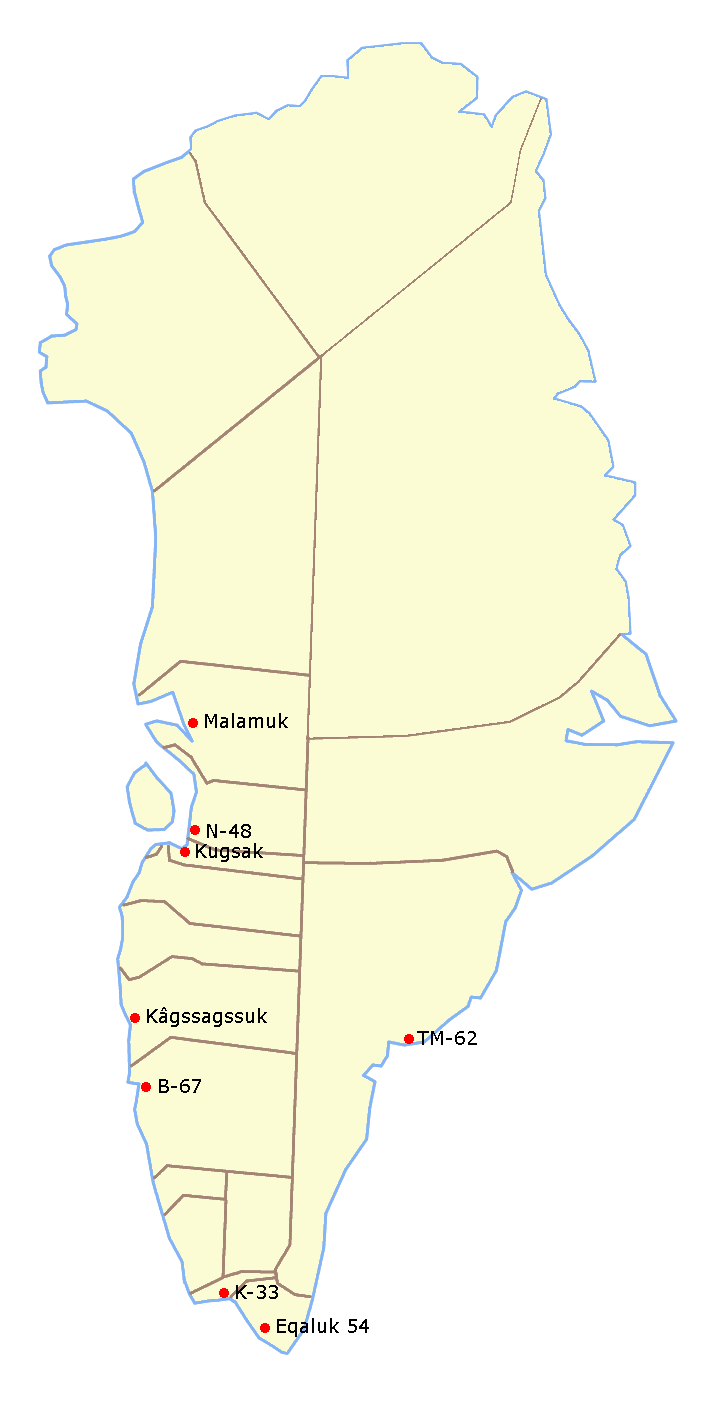
Участники финального этапа в 2007 году

Примечание: ФАГ официально признаёт только титулы чемпионатов, проведённых под своей эгидой (с 1971 года).
| № | Клуб                                                        | Победы |
| - | ----------------------------------------------------------- | ------ |
| 1 | «Болльклуббен ау 1967» («Б-67») (Нуук)                      | 15     |
| 2 | «Нагдлунгуак-48» (Илулиссат)                                | 12     |
| 3 | «Киссавиарсук-33» (Какорток)                                | 8      |
| 4 | «Нуук Идраетслаг»                                           | 6      |
| 5 | «Грёнландс Семинариус Спортклуб» (ГСС) (Нуук)               | 5      |
| 6 | «Тупилаккен-41» (Каанаак)                                   | 3      |
| 7 | «Годхавн-44» («Г-44») (Кекертарсуак)                        | 2      |
| 7 | «Кугсак-45» (Касигианнгуит)                                 | 2      |
| 8 | «Акигсиак» (Маниитсок)                                      | 1      |
| 8 | «Кристансхаб Идраетсфоренинг-70» («КИФ-70») (Касигианнгуит) | 1      |
| 8 | «Кагссакссук» (Маниитсок)                                   | 1      |
| 8 | «Маламук» (Уумманнак)                                       | 1      |
| 8 | «Нанук»                                                     | 1      |
| 8 | «Сисимиут Амердлок Кунук» («САК») (Сисимиут)                | 1      |
| 8 | «Инуит Тимерсокатигииффиат-79» («ИТ-79») (Нуук)             | 1      |